# Metahehoa granulata
Metahehoa granulata is een hooiwagen uit de familie Sclerosomatidae.